# Biathlon na Zimowych Igrzyskach Olimpijskich 1988
Zawody w biathlonie na Zimowych Igrzyskach Olimpijskich 1988 odbyły się w dniach 11 – 20 lutego 1988 roku na trasach w Canmore, niedaleko Calgary. Biathloniści po raz dwunasty rywalizowali o medale igrzysk olimpijskich.
Zawodnicy walczyli w trzech konkurencjach: w biegu indywidualnym, sprincie i sztafecie. Były to ostatnie igrzyska, na których rywalizowali wyłącznie mężczyźni.
Łącznie rozdane zostały trzy komplety medali. W klasyfikacji medalowej zwyciężyła reprezentacja NRD (2 złote medale), jednak to reprezentanci ZSRR zdobyli najwięcej medali, 4 w tym: 1 złoty i 2 srebrne i 1 brązowy. Jeden zawodnik zdobył medale we wszystkich konkurencjach – Walerij Miedwiedcew z ZSRR (złoto w sztafecie oraz srebro w sprincie i biegu indywidualnym. Obie konkurencje indywidualne wygrał Frank-Peter Roetsch z NRD, który był też ówczesnym mistrzem świata.

## Medaliści
| Konkurencja       | Złoto               | Czas      | Srebro              | Czas      | Brąz              | Czas      |
| Sprint            | Frank-Peter Roetsch | 25:08,1   | Walerij Miedwiedcew | 25:23,7   | Siergiej Czepikow | 25:29,4   |
| Bieg indywidualny | Frank-Peter Roetsch | 56:33,3   | Walerij Miedwiedcew | 56:54,6   | Johann Passler    | 57:10,1   |
| Sztafeta          | ZSRR                | 1:22:30,0 | RFN                 | 1:23:37,4 | Włochy            | 1:23:51,6 |

## Wyniki

### Mężczyźni

#### Sprint
| Miejsce | Zawodnik            | Reprezentacja | Czas    | Strata  |
| ------- | ------------------- | ------------- | ------- | ------- |
| złoto   | Frank-Peter Roetsch | NRD           | 25:08,1 | –       |
| srebro  | Walerij Miedwiedcew | ZSRR          | 25:23,7 | +15,6   |
| brąz    | Siergiej Czepikow   | ZSRR          | 25:29,4 | +21,3   |
| 4.      | Birk Anders         | NRD           | 25:51,8 | +43,7   |
| 5.      | André Sehmisch      | NRD           | 25:52,3 | +44,2   |
| 6.      | Frank Luck          | NRD           | 25:57,6 | +49,5   |
| 7.      | Tapio Piipponen     | Finlandia     | 26:02,2 | +54,1   |
| 8.      | Johann Passler      | Włochy        | 26:07,7 | +59,6   |
| 9.      | Dmitrij Wasiljew    | ZSRR          | 26:09,7 | +1:01,6 |
| 10.     | Peter Angerer       | RFN           | 26:13,2 | +1:05,1 |

#### Bieg indywidualny
| Miejsce | Zawodnik            | Reprezentacja | Czas    | Strata  |
| ------- | ------------------- | ------------- | ------- | ------- |
| złoto   | Frank-Peter Roetsch | NRD           | 56:33,3 | –       |
| srebro  | Walerij Miedwiedcew | ZSRR          | 56:54,6 | +21,3   |
| brąz    | Johann Passler      | Włochy        | 57:10,1 | +36,8   |
| 4.      | Siergiej Czepikow   | ZSRR          | 57:17,5 | +44,2   |
| 5.      | Jurij Kaszkarow     | ZSRR          | 57:43,3 | +1:09,8 |
| 6.      | Eirik Kvalfoss      | Norwegia      | 57:54,6 | +1:21,3 |
| 7.      | André Sehmisch      | NRD           | 58:11,4 | +1:38,1 |
| 8.      | Tapio Piipponen     | Finlandia     | 58:18,3 | +1:45,0 |
| 9.      | Matthias Jacob      | NRD           | 58:20,1 | +1:46,8 |
| 10.     | Peter Angerer       | RFN           | 58:46,7 | +2:13,4 |

#### Sztafeta
| Miejsce | Reprezentacja | Zawodnicy                                                              | Czas      | Strata  |
| ------- | ------------- | ---------------------------------------------------------------------- | --------- | ------- |
| złoto   | ZSRR          | Dmitrij Wasiljew Siergiej Czepikow Aleksandr Popow Walerij Miedwiedcew | 1:22:30,0 | –       |
| srebro  | RFN           | Ernst Reiter Stefan Höck Peter Angerer Fritz Fischer                   | 1:23:37,4 | +1:07,4 |
| brąz    | Włochy        | Werner Kiem Gottlieb Taschler Johann Passler Andreas Zingerle          | 1:23:51,6 | +1:21,5 |
| 4.      | Austria       | Anton Lengauer-Stockner Bruno Hofstätter Franz Schuler Alfred Eder     | 1:24:17,6 | +1:47,6 |
| 5.      | NRD           | Jürgen Wirth Frank-Peter Roetsch Matthias Jacob André Sehmisch         | 1:24:28,4 | +1:58,4 |
| 6.      | Norwegia      | Geir Einang Frode Løberg Gisle Fenne Eirik Kvalfoss                    | 1:25:57,0 | +3:27,0 |
| 7.      | Szwecja       | Peter Sjödén Mikael Löfgren Roger Westling Leif Andersson              | 1:29:11,9 | +6:41,9 |
| 8.      | Bułgaria      | Krasimir Widenow Christo Wodeniczarow Władimir Weliczkow Wasił Bożiłow | 1:29:24,9 | +6:54,9 |

## Klasyfikacja medalowa
| Miejsce | Państwo | złoto | srebro | brąz | Razem |
| ------- | ------- | ----- | ------ | ---- | ----- |
| 1.      | NRD     | 2     | 0      | 0    | 2     |
| 2.      | ZSRR    | 1     | 2      | 1    | 4     |
| 3.      | RFN     | 0     | 1      | 0    | 1     |
| 4.      | Włochy  | 0     | 0      | 2    | 2     |